# Ярославичи (Тернопольская область)
Ярославичи (укр. Ярославичі) — село в Зборовской городской общине Тернопольского района Тернопольской области Украины.
Код КОАТУУ — 6122689701. Население по переписи 2001 года составляло 246 человек.
До 2020 года входило в Зборовский район.

## Географическое положение
Село Ярославичи находится в 1-м км от левого берега реки Волчковецкая Стрыпа,
выше по течению на расстоянии в 2 км расположено село Волчковцы.

## История
- 1442 год — дата основания.

## Объекты социальной сферы
- Школа I ст.
- Клуб.
- Фельдшерско-акушерский пункт.

## Достопримечательности
- Братская могила советских воинов.